# Парламентське видавництво
Видавництво Верховної Ради України (Парламентське видавництво) — державне підприємство, утворене 1997 року розпорядженням Верховної Ради України. Підприємство забезпечує Апарат Верховної Ради України редакційно-видавничими послугами, допомагає комітетам Верховної Ради України з підготовки, організації випуску та поширення матеріалів з питань парламентської діяльності, займається виданням нормативно-правових актів, офіційних текстів законів та постанов, прийнятих Верховною Радою України, а також виготовленням іншої друкованої продукції за профілем видавництва.
Державне підприємство є видавцем щотижневого бюлетеня «Відомості Верховної Ради України», який оприлюднює закони і постанови парламенту та всі інші рішення, які приймає Верховна Рада, а також серії «Закони України», «Бібліотека офіційних видань», «Парламентські слухання» тощо. 
З 1997 року у вилавництві вийшло понад 1300 назв видань. 
З 2000 року зросла кількість навчальних та довідкових видань, а також з’явилися науково-практичні коментарі, що пов’язано з переходом у 2000 році видавництва на госпрозрахунок і необхідністю випуску видань, що користувалися б комерційним попитом. 
У 2013 році за угодою між управлінням справами Верховної Ради України та Парламентським видавництвом, останнє мало отримати 1,72 млн грн. на друк стенографічних звітів, бюлетенів, примірників парламентських слухань та аналогічну продукцію. 
Дев’ять разів видавництво перевидавало Конституцію України (у 1997 р. вона вийшла друком накладом у 500 тис. примірників). До десятої річниці проголошення незалежності в Україні було здійснено ексклюзивне видання Конституції України, на якому складають присягу депутати Верховної ради. 